# Vanna White
 (mars 2019).
Si vous disposez d'ouvrages ou d'articles de référence ou si vous connaissez des sites web de qualité traitant du thème abordé ici, merci de compléter l'article en donnant les références utiles à sa vérifiabilité et en les liant à la section « Notes et références ».
Pour les articles homonymes, voir White.

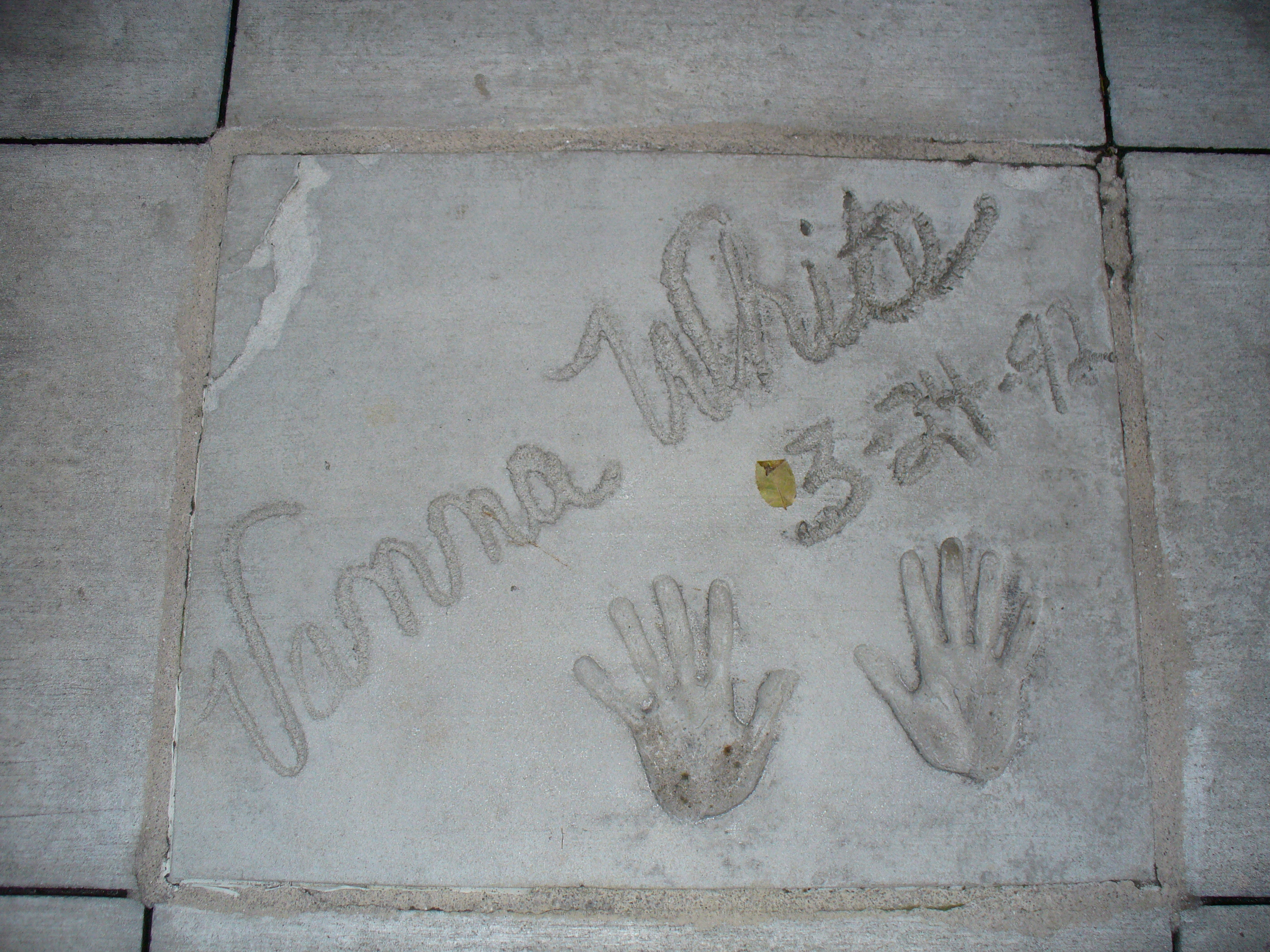
Vanna White

Vanna White est une actrice américaine née le 18 février 1957 à North Myrtle Beach en Caroline du Sud aux États-Unis et est surtout connue pour être l'hôtesse du jeu télévisé Wheel of Fortune depuis 1982.

## Filmographie

### Cinéma
- 1981 : Graduation Day : Doris
- 1981 : Vidéo crime (Looker) : Reston Girl
- 1990 : Gypsy Angels : Mickey
- 1994 : Double Dragon : Vanna White
- 1994 : Y a-t-il un flic pour sauver Hollywood ? : Elle-même

### Télévision
- 1981 : Midnight Offerings (Téléfilm) : Devona
- 1982 : Star of the Family (série TV) (1 épisode)
- 1984 : Allô Nelly bobo (Gimme a Break!) (série TV) (1 épisode) : Vanna White
- 1986 : L'agence tous risques (The A-Team) (série TV) (1 épisode) : Vanna White
- 1986 : It's Garry Shandling's Show. (série TV) (1 épisode) : Vanna White
- 1986 : 227 (série TV) (1 épisode) : Vanna White
- 1987 : Simon et Simon (Simon & Simon) (série TV) (1 épisode) : Vanna White
- 1988 : Santa Barbara (série TV) (2 épisodes) : Vanna White
- 1988 : Goddess of Love (en) (Téléfilm) : Venus
- 1988 : La loi de Los Angeles (L.A. Law) (série TV) (2 épisodes) : Vanna White
- 1990 : Capitaine Planète (Captain Planet and the Planeteers) (série TV) : Lauri Saunders (voix)
- 1993 : Mariés, deux enfants (Married with Children) (série TV) (1 épisode) : Helen Granowinner
- 1994 : La Fête à la maison (série TV) Saison 7 - Épisode 15 - « L'examen » : Elle-même et Mme Moffatt